# Santa Maria in Campo Marzio
Santa Maria in Campo Marzio, emellanåt benämnd Santa Maria della Concezione in Campo Marzio, är en kyrkobyggnad i Rom, helgad åt Jungfru Maria och särskilt åt hennes Obefläckade Avlelse. Kyrkan är belägen vid Piazza di Campo Marzio i Rione Campo Marzio och tillhör församlingen San Lorenzo in Lucina.
Santa Maria in Campo Marzio är Syriens nationskyrka i Rom och liturgin firas enligt den antiokenska riten.

## Historia
Enligt traditionen uppfördes den första kyrkan på denna plats under 700-talet. Den nuvarande kyrkan byggdes åren 1675–1685 efter ritningar av Giovanni Antonio de Rossi. Därutöver ritade de Rossi atriet och cortilen.

## Beskrivning
Kyrkans grundplan utgörs av ett grekiskt kors. Kupolen är elliptisk och saknar tambur. Högaltaret har en Mariaikon, Madonna Advocata, från 1200-talet.
Interiören har sex sidokapell, tre på var sida.

### Höger sida
Cappella di Santa Maria Addolorata
Det första sidokapellet på höger hand är invigt åt den smärtorika Maria och har målningen Jungfru Marie födelse, attribuerad åt Lazzaro Baldi.
Cappella di San Giovanni Battista
I det andra kapellet, invigt åt den helige Johannes Döparen, återfinns altarmålningen Kristi dop. Sidomålningarna framställer Johannes Döparens födelse och Johannes Döparens halshuggning. Samtliga tre målningar är utförda av Pasquale Marini.
Cappella di San Gregorio Nazianzeno
Kapellet är invigt åt biskopen och kyrkofadern Gregorios av Nazianzos. Altarmålningen är ett verk av Luigi Garzi.

### Vänster sida
Cappella della Pietà
I det första sidokapellet på vänster hand har Baccio Ciarpi målat Kristi nedtagande från korset.
Cappella di San Benedetto
Andra kapellet till vänster är invigt åt den helige Benedikt av Nursia. Lazzaro Baldi står bakom kapellets tre målningar: Den helige Benedikts död, Den helige Benedikt skriver sin ordensregel och Jungfrun och Barnet med den heliga Gertrud och benediktinhelgon.
Cappella del Santissimo Crocifisso
Tredje kapellet, invigt åt den korsfäste Kristus, har ett träkrucifix i en vit strålkrans i stuck. Sidomålningarna av Giovanni Angelo Soccorsi framställer Noli me tangere och Den botgörande Magdalena.